# Marjan Rekar
Marjan Rekar, slovenski politik in gospodarstvenik, * 9. marec 1953, Kresniške Poljane.
S starši se je preselil v Ljubljano-Polje, ko je obiskoval drugi razred osnovne šole. Izobraževal se je na Srednji strojni šoli v Ljubljani, Fakulteti za strojništvo v Ljubljani in na Fakulteti za organizacijske vede v Kranju, ker je tudi doktoriral.

## Kariera
Devet let je služboval v kar nekaj slovenskih podjetjih, kot so Contal, Plutal, Unitas, IMP - Tovarna avtomatike, leta 1993 pa je prevzel vodenje Slovenskih železnic, kjer je speljal nekaj obsežnih projektov. Nadaljeval je kot predsednik uprave Slovenske razvojne družbe, kjer je uspešno zaključil projekt Zapolnitev privatizacijske vrzeli. Nadaljeval je pri Javnem holdingu Ljubljana, kjer je z lastnim notranjim presojanjem stanja podjetja, ugotovil vrsto nepravilnosti in pomanjkljivosti ter zahteval takojšnjo reorganizacijo Holdinga, za katero pa mesto Ljubljana ni bilo pripravljeno. Nadalje se je zaposlil kot pomočnik direktorja Adria Airways. Sedaj je samostojni podjetnik in se ukvarja s poslovnim svetovanjem slovenskim in tujim podjetjem.